# Альпин (аэродром)
Аэродром Альпин (англ. Alpine Airstrip), (ИАТА: DQH, ИКАО: PALP, FAA LID: AK15) — частный гражданский аэродром, расположенный в 98 километрах к западу от центрального делового района города Дэдхорс (Аляска), США.
По данным статистики Федерального управления гражданской авиации США услугами Аэродрома Альпин в 2007 году воспользовалось 786 пассажиров, что на 1915 % больше аналогичного показателя за 2006 год (39 человек).

## Операционная деятельность
Аэродром Альпин расположен на высоте 5 метров над уровнем моря и эксплуатирует одну взлётно-посадочную полосу:
- 3/21 размерами 1524 х 30 метров с гравийным покрытием.[3]